# بال‌بسته چماق‌دار
بال‌بسته چماق‌دار (نام علمی: Cordulephya divergens) نام یک گونه از سرده بال‌بسته‌ها است.